# Никитина, Ольга Алексеевна
Ольга Алексеевна Никитина (род. 26 ноября 1998 года, Липецк, Россия) — российская фехтовальщица на саблях. Олимпийская чемпионка 2020 года в командном первенстве, чемпионка мира и Европы. Заслуженный мастер спорта. Имеет воинское звание прапорщик (2021).

## Биография
Ольга родилась 26 ноября 1998 года в Липецке. Четырёхкратная чемпионка мира среди юниоров. Трехкратная чемпионка Европы среди юниоров в команде.
В 2017 году стала чемпионкой России в фехтовании на саблях.
На чемпионате России 2019 года в апреле одержала вторую победу на национальном первенстве в личных соревнованиях.
В 2019 году россиянка стала чемпионкой Европы в командной сабле на чемпионате континента в Дюссельдорфе, а через месяц выиграла первую золотую медаль чемпионата мира в том же виде программы. Победитель командных соревниваний на Всемирных военных играх 2019 в Ухане, Китай.

## Лучшие результаты

### Чемпионаты Мира
- Командные соревнования (2019)

### Чемпионаты Европы
- Командные соревнования (2019)

### Чемпионаты России
- Личные соревнования (2017, 2019, 2024)

## Награды
- Орден Дружбы (11 августа 2021 года) — за большой вклад в развитие отечественного спорта, высокие спортивные достижения, волю к победе, стойкость и целеустремленность, проявленные на Играх XXXII Олимпиады 2020 года в городе Токио (Япония)[3].